# Mike Scott (musicista)
Mike Scott (Edimburgo, 14 dicembre 1958) è un cantante e chitarrista britannico, noto come frontman del gruppo rock The Waterboys.

## Carriera
È il cantante, chitarrista, pianista e leader del gruppo rock britannico The Waterboys, da lui stesso fondato nel 1983.
Oltre a suonare la chitarra e cantare, suona anche il piano e molti altri strumenti come il bouzouki, l'organo Hammond e la batteria.
Mike ha inciso due album da solista, Bring 'Em All In (1994) e Still Burning (1996) ma la sua carriera e la sua intera produzione artistica coincidono di fatto con quella dei Waterboys, di cui oltre che fondatore è stato l'unico membro stabile e l'artefice delle varie reunion che si sono succedute ai diversi scioglimenti temporanei.
Nel 2003 ha fondato un'etichetta discografica chiamata Puck Records, che ha pubblicato i successivi lavori dei Waterboys.
Nel 2012 ha pubblicato un'autobiografia dal titolo Adventures of a Waterboy.

## Discografia solista
- 1995 - Bring 'em All In
- 1997 - Still Burning
- 1998 - The Whole of the Moon: The Music of Mike Scott and the Waterboys